# Сборная Республики Карелия по футболу
Сборная Республики Карелия по футболу — футбольная команда, представлявшая Карельскую АССР, Карело-Финскую ССР, Республику Карелия на общесоюзных и общероссийских соревнованиях по футболу. Образована в 1920 г.

## Сборная Карельской Трудовой коммуны
В 1920-1922 гг. существовала объединенная футбольная сборная Карельской Трудовой Коммуны и Олонецкой губернии. Первый матч сборная сыграла в августе 1920 г. на Олимпиаде Северного округа в г. Череповце, где обыграла сборную Череповецкой губернии со счетом 1:0, кроме того встречалась со сборной Архангельской области, одержав победу. В июне 1922 г. объединённая сборная также играла со сборной Череповецкой губернии на окружной олимпиаде, который выиграла. В основном, в сборной выступали петрозаводские футболисты и в дальнейшем она была преобразована в сборную Петрозаводска.

## Чемпионат РСФСР 1931 г.
23 и 24 мая 1931 г. на стадионе имени 10-летия Карелии состоялись матчи между сборной Карельской АССР и сборной Ленинграда. В сборную Карелии входили Васильев (команда металлистов), Попов, Шлеймович (команда деревообделочников), Акимов, Карулин, Фомин, Буянов (просвещенцы), Снегирёв, Кулязнев, Гусев (Динамо), Кураев (команда железнодорожников), запасной Сувинен. Присутствовало 2000 зрителей. Матчи закончились со счетом 9:0 и 7:0 в пользу сборной Ленинграда

## Сборная команда Карело-Финской ССР по футболу. Спартакиада народов СССР
В 1948 г. футболисты сборной команды Карело-Финской ССР по футболу согласно приказу комитета по делам физкультуры и спорта Карело-Финской ССР в ознаменование 25-летия республики были награждены спортивной формой с гербом Карело-Финской ССР. 
До 1956 г. сборные Карело-Финской ССР по футболу были представлены детскими командами и участвовали во Всесоюзных юношеских соревнованиях 1952—1955 гг.. В 1956 г. для участия в Спартакиаде народов была сформирована сборная Карело-Финской ССР по футболу, однако незадолго до начала спартакиады Карело-Финская ССР была упразднена, и сборная была переименована в сборную Карельской АССР. Сборную представляли 12 игроков клуба ОДО Петрозаводск, 4 игрока «Динамо» (Петрозаводск) и 1 футболист «Красной Звезды» (Петрозаводск).  Команда заняла 14-е место, проиграв сборным Узбекистана 1:2, Латвии 0:5 и Азербайджану 5:1.

## Сборная Карельской АССР. Спартакиады народов РСФСР
- 1959 - проиграв в 1958 г. со счётом 0:1 команде Ленинградской области, сборная КАССР выбыла из участия в отборе к спартакиаде[14][15]
- 1978 — VII Спартакиада народов РСФСР, 1-я зона. Северо-Запад, 3-е место во второй подгруппе, итоговое 7—9-е место[16]
- 1983 — VIII Спартакиада народов РСФСР, 1-я зона. Северо-Запад, 5-е место во второй подгруппе, итоговое 9-е место[17]

## Кубки автономных республик
Карельская АССР участвовала в розыгрыше кубков автономных республик в 1969, 1972, 1977 и 1987 годах
- 1969 — 1/8 финала[18]
- 1972 — 1/8 финала[19]
- 1977 — 1/8 финала.
- 1987 — 1/4 финала[20][21]

В 1972 г. сборная команда Карелии была сформирована на основе молодёжных и студенческих команд, однако 29 мая 1972 г. в первом матче кубка автономных республик РСФСР команде было присуждено поражение в домашнем матче со сборной Татарской АССР за неподготовку официальных документов встречи.Результаты матча, состоявшегося на стадионе "Динамо" в Петрозаводске (ничья 0:0), были аннулированы.
Распоряжением Совета Союза спортивных обществ и организаций Карельской АССР № 134-а от 17 мая 1968 г. для проведения международных матчей по футболу был утвержден состав сборной Карельской АССР под руководством тренеров В. П. Щербакова и В. М. Макарова. Сборная участвовала в матче с командой Варкауса (Финляндия) 18 мая 1968 г., проиграв гостям со счетом 1:2. 
Кроме того, сборная Карельской АССР (Карелии) в 1977 г. участвовала в Кубке РСФСР (25 июня 1977 г. на стадионе "Спартак" принимала команду Татарской АССР, участвовала в международных товарищеских матчах с командами разных городов Финляндии (Варкаус, Йоенсуу).
2 сентября 1972 г. петрозаводская команда мастеров «Спартак» сыграла со Сборной Карельской АССР, выиграв у неё со счётом 2:1.

## Сборные Республики Карелия
В 1995 г. ФК «Сортавала» на правах сборной Республики Карелия выступала в четвертом дивизионе Финляндии по футболу.
До 2018 г. сборные Карелии формировались для участия в молодежных спартакиадах.
В 2018 г. была сформирована сборная команда Республики Карелия для участия в первенстве России среди команд третьего дивизиона (МРО «Северо-Запад»). В 2019 г. в розыгрыше данного турнира заняла второе место. В розыгрыше Кубка МРО «Северо-Запад» два раза (2018, 2019) доходила до полуфинала, в 2021 г. - участник финала. Участник первенства 2020 года., обладатель бронзовых медалей. В СМИ эта команда иногда обозначается как «Карелия» (Петрозаводск), «Карелия-СШ7». В 2020 г. молодёжная Сборная Республики Карелия также участвовала в Первенстве России среди команд спортивных школ-юношей 2003 года рождения, заняв в итоге третье место.

## Известные игроки
- Храповицкий, Вадим Григорьевич